# ジュリオ・セザル・ソアレス・エスピンドラ
ジュリオ・セザル・ソアレス・デ・エスピンドラ（Júlio César Soares de Espíndola, 1979年9月3日 - ）は、ブラジル、リオデジャネイロ州ドゥケ・デ・カシアス出身の元サッカー選手。元ブラジル代表。現役時代のポジションはゴールキーパー。
ジュリオ・セザールと表記される場合もある。

## クラブ経歴

### フラメンゴ
1997年に地元のクラブであるCRフラメンゴでプロ契約。2000年に定位置を奪取すると、2005年までに130試合に出場した。

### インテル
2005年1月14日にイタリアのインテルへ移籍した。しかし、EU外選手枠の関係から1月16日にACキエーヴォ・ヴェローナへ期限付き移籍する。キエーヴォでは出場機会がなかったが、インテルでは1年目の2005-06シーズンから監督のロベルト・マンチーニの信頼を得てフランチェスコ・トルドのポジションを奪い正GKの座を確保。このシーズンから始まったインテルのリーグ5連覇に貢献した。
2008-09シーズンにジョゼ・モウリーニョが監督に就任してからも守護神の座を譲らず、2009-10シーズンはリーグ戦全38試合にフル出場。UEFAチャンピオンズリーグ、セリエA、コッパ・イタリアの三冠獲得に大きく貢献した。2009年にインテルとの契約を2014年まで延長。2009年と2010年にはセリエA最優秀GK賞を、2010年にはさらにUEFA最優秀GK賞も受賞した。またこの頃の活躍をジャンルイジ・ブッフォンやジャンルカ・パリュウカも称えている。なお、2009-10シーズン終了後にトルドが現役を引退したため、翌シーズンより背番号1番を引き継いだ。
2012年、ウディネーゼからサミール・ハンダノヴィッチが移籍してきたことや減俸提示を受け入れなかったこともあり、背番号1番を剥奪されて構想外となり、双方合意の上で契約を解除した。

### QPR
2012年8月29日、イングランドのクイーンズ・パーク・レンジャーズFCと4年契約を結んだ。背番号は33番。同じく新加入のロバート・グリーンが、8月17日のスウォンジーとの開幕戦で5失点するなど不安定なパフォーマンスを見せていたための緊急補強となった。9月15日のチェルシー戦でデビューを飾るとビッグセーブを連発し、0-0のスコアレスドローに持ち込んだ。

### トロントFC
2014年2月14日、QPR時代のチームメイトであるライアン・ネルセン率いるメジャーリーグサッカーのトロントFCへレンタル移籍した。

### ベンフィカ
2014年8月19日、SLベンフィカがクラブの公式HPで2年契約を結んだと発表した。加入後2シーズンは出場機会に恵まれていたが、2016年頃から怪我に悩まされ始れ、また同胞でもあるエデルソンの台頭などもあって出場機会が減少。2017年11月28日にベンフィカとの契約を双方合意のもとで解除した。

### フラメンゴ
ベンフィカ退団から約2カ月後の2018年1月29日、古巣CRフラメンゴへ3カ月間の契約で加入。13年ぶりの復帰となった。4月21日、現役最後となった試合を無失点で抑えた。

## 代表経歴
ブラジル代表では2003年からジーダの控えとしてブラジル代表に招集されるも、出場機会は得られずにいた。コパ・アメリカ2004では正GKとなり、初戦のチリ戦で代表初出場を記録すると全試合に出場。決勝のアルゼンチン戦ではPK戦で最初のアンドレス・ダレッサンドロのシュートを止め、ブラジルの優勝に貢献した。その後もジーダやマルコス、エウレリョ・ゴメス、ロジェリオ・セニ、ドニらと共に代表に招集され、2006年ドイツW杯に向けて互角の正GK争いをした。結局はジーダに正GKの座を譲ったが、ドイツW杯後にジーダが代表を退いてからは即座に正GKの地位を確保した。南アフリカW杯のメンバーに選ばれ、チームは準々決勝のオランダ戦で敗れたものの、彼自身は決勝トーナメント1回戦まで2失点、オランダ戦での2失点の計4失点の成績を残した。
南アフリカ大会以降は代表から遠ざかっていたが、2012年末に代表監督に就任したルイス・フェリペ・スコラーリからの信頼が厚く、すぐに代表の正GKに復帰した。母国開催となったブラジルW杯にも選出され、決勝トーナメント1回戦のチリ戦ではPK戦で、2本のセーブでブラジルを勝利に導いたが、準決勝のドイツ戦で7失点、三位決定戦のオランダ戦で3失点を喫した。これによりクラウディオ・タファレルが保持していたブラジル代表ワールドカップ最多失点記録を「18」に更新することになってしまった。大会後、ブラジル代表からの引退を表明した。

## 個人成績
| クラブ     | クラブ  | リーグ戦 | リーグ戦 | カップ戦 | カップ戦 | 欧州カップ戦 | 欧州カップ戦 | 合計 | 合計 |
| クラブ     | クラブ  | 出場     | 得点     | 出場     | 得点     | 出場         | 得点         | 出場 | 得点 |
| ---------- | ------- | -------- | -------- | -------- | -------- | ------------ | ------------ | ---- | ---- |
| フラメンゴ | 1997    | 0        | 0        | 1        | 0        | 0            | 0            | 1    | 0    |
| フラメンゴ | 1998    | 1        | 0        | 0        | 0        | 0            | 0            | 1    | 0    |
| フラメンゴ | 1999    | 0        | 0        | 0        | 0        | 0            | 0            | 0    | 0    |
| フラメンゴ | 2000    | 16       | 0        | 1        | 0        | 0            | 0            | 17   | 0    |
| フラメンゴ | 2001    | 26       | 0        | 6        | 0        | 0            | 0            | 32   | 0    |
| フラメンゴ | 2002    | 16       | 0        | 0        | 0        | 5            | 0            | 21   | 0    |
| フラメンゴ | 2003    | 37       | 0        | 9        | 0        | 0            | 0            | 46   | 0    |
| フラメンゴ | 2004    | 34       | 0        | 11       | 0        | 0            | 0            | 45   | 0    |
| フラメンゴ | 合計    | 130      | 0        | 28       | 0        | 5            | 0            | 163  | 0    |
| キエーヴォ | 2004-05 | 0        | 0        | 0        | 0        | 0            | 0            | 0    | 0    |
| キエーヴォ | 合計    | 0        | 0        | 0        | 0        | 0            | 0            | 0    | 0    |
| インテル   | 2005-06 | 29       | 0        | 4        | 0        | 7            | 0            | 40   | 0    |
| インテル   | 2006-07 | 32       | 0        | 0        | 0        | 6            | 0            | 38   | 0    |
| インテル   | 2007-08 | 35       | 0        | 1        | 0        | 8            | 0            | 44   | 0    |
| インテル   | 2008-09 | 36       | 0        | 2        | 0        | 7            | 0            | 43   | 0    |
| インテル   | 2009-10 | 38       | 0        | 4        | 0        | 13           | 0            | 55   | 0    |
| インテル   | 2010-11 | 25       | 0        | 3        | 0        | 10           | 0            | 38   | 0    |
| インテル   | 2011-12 | 33       | 0        | 0        | 0        | 6            | 0            | 39   | 0    |
| インテル   | 合計    | 228      | 0        | 14       | 0        | 57           | 0            | 299  | 0    |
| 通算       | 通算    | 358      | 0        | 42       | 0        | 62           | 0            | 462  | 0    |

## 代表歴

### 出場大会
- ブラジル代表
  - 2006 FIFAワールドカップ
  - 2010 FIFAワールドカップ
  - 2014 FIFAワールドカップ

### 試合数
- 国際Aマッチ 87試合 0得点（2004年-2014年）[14]

| ブラジル代表 | 国際Aマッチ | 国際Aマッチ |
| 年           | 出場        | 得点        |
| ------------ | ----------- | ----------- |
| 2004         | 9           | 0           |
| 2005         | 2           | 0           |
| 2006         | 0           | 0           |
| 2007         | 8           | 0           |
| 2008         | 10          | 0           |
| 2009         | 17          | 0           |
| 2010         | 7           | 0           |
| 2011         | 10          | 0           |
| 2012         | 1           | 0           |
| 2013         | 13          | 0           |
| 2014         | 10          | 0           |
| 通算         | 87          | 0           |

## タイトル

### クラブ
フラメンゴ
- カンピオナート・カリオカ : 1999, 2000, 2001, 2004
- タカ・グアラナバ : 1999, 2001, 2004, 2018
- コパ・メルコスール : 1999
- タカ・リオ : 2000
- コパ・ドス・カンピオンイス : 2001

インテル・ミラノ
- セリエA : 2005-06, 2006-07, 2007-08, 2008-09, 2009-10
- コッパ・イタリア : 2006, 2010
- スーペルコッパ・イタリアーナ : 2005, 2006, 2008, 2010
- UEFAチャンピオンズリーグ : 2009-10
- FIFAクラブワールドカップ : 2010

SLベンフィカ
- プリメイラ・リーガ : 2014-15, 2015-16, 2016-17
- タッサ・デ・ポルトガル : 2016-17
- タッサ・ダ・リーガ : 2014-15, 2015-16
- スーペルタッサ・カンディド・デ・オリベイラ : 2016, 2017

### 代表
ブラジル代表
- FIFA U-17世界選手権 : 1997
- コパ・アメリカ : 2004
- FIFAコンフェデレーションズカップ : 2009, 2013

### 個人
- セリエA最優秀ゴールキーパー : 2009, 2010
- UEFA最優秀ゴールキーパー : 2010
- FIFAコンフェデレーションズカップゴールデン・グローブ : 2013